# Måltid
|  | Sammenskrivningsforslag Artiklen Morgenmad er foreslået føjet ind i Måltid. (Siden august 2022) Diskutér forslaget |

|  | Sammenskrivningsforslag Artiklen Aftensmad er foreslået føjet ind i Måltid. (Siden august 2022) Diskutér forslaget |

|  | Sammenskrivningsforslag Artiklen Davre er foreslået føjet ind i Måltid. (Siden august 2022) Diskutér forslaget |

Et måltid er en portion mad som spises inden for et afgrænset tidsrum.
Middag er hovedmåltidet – oprindeligt midt på dagen. I dag kan det både indtages ved middagstid eller om aftenen. Det er oftest varm mad.

## Middelalder
Til slutningen af middelalderen var det almindelige europæiske måltidsmønster to hovedmåltider (davre tidligt, morgenmåltid, morgenmad og nadver sent, aftensmåltid, aftensmad) kombineret med mellemmåltider. Betegnelserne davre og nadver bruges i Vestjylland, Vendsyssel, Sønderjylland og på Fyn.